# 野尻俊明
野尻 俊明（のじり としあき、1950年6月15日 - ）は、日本の法学者。専攻は、独占禁止法・物流政策。前学校法人流通経済大学理事長。元流通経済大学学長。栃木県石橋町出身。

## 人物
生家の家業が鉄道貨物輸送を利用した通運業を営んでいた事から、干瓢、益子焼、貨物輸送に用いる馬など、輸送貨物として持ち込まれる様々な商品の流通過程に興味を持つ。この経験が、物流への学問的関心を覚えた原点と語っている。
専攻は独占禁止法、物流政策の法学者。国内外の運輸・物流関係（特に陸運・鉄道貨物輸送分野）の法体系や政策に精通する、国内では数少ない経済法研究者である。
趣味は、バードウォッチング。

## 経歴
- 栃木県立石橋高等学校卒業[5]
- 1969年 流通経済大学経済学部入学[6]。在学中は佐伯弘治教授(民法、法社会学)のゼミに所属[7]。
- 1973年 流通経済大学経済学部卒業[8]
- 1979年 日本大学大学院法学研究科博士課程単位取得[8]
- 1979年 株式会社日通総合研究所（経営研究部）勤務（1989年まで）[8]

この間、流通経済大学経済学部非常勤講師（経済法）兼任
- 1989年 流通経済大学社会学部助教授[3]。
- 1994年 流通経済大学社会学部教授[10]
- 1995年 学校法人日通学園理事[3]。
- 1996年 流通経済大学流通情報学部教授[10]
- 2001年 流通経済大学法学部教授及び教務部長[10]
- 2002年 流通経済大学学長（2008年11月まで）[3]。
- 2013年 学校法人日通学園 専務理事(2015年3月まで)[3]。
- 2015年 流通経済大学学長(2021年3月まで)[11]
- 2016年 学校法人日通学園理事長[10]
- 2016年 日本通運株式会社監査役[12](2022年1月3日まで)[13]
- 2017年 国土交通省より交通文化賞を受賞[14]
- 2022年 NIPPON EXPRESSホールディングス監査役(2024年3月まで)[15]
- 2022年 日本物流記者会より第8回物流人間大賞を受賞[16]
- 2025年 学校法人流通経済大学 理事長

## 著書（学術書）
【単 著】
- 『規制改革と競争政策―アメリカ運輸事業のディレギュレーション』（白桃書房、1984年、ISBN 978-4561760160）
- 『USフレイトインダストリーズ―ディレギュレーション・シンドローム(日通総研選書)』（日通総合研究所、1988年、ISBN 978-4561740421）
- 『知っておきたい流通関係法』（白桃書房、1998年、現在は、下記の『流通関係法』に改訂、ISBN 978-4561741244）
- 『流通関係法-第3版 商流・物流の基本法規と解説-』（白桃書房、2006年、ISBN 978-4561741718）
- 『貨物自動車政策の変遷』(流通経済大学出版会、2014年、ISBN 978-4947553607)(2014年度、日本物流学会賞受賞[17])

【共著及び分担執筆】
- 『輸送の知識』(日本経済新聞社（日経文庫）、1991年、ISBN 978-4532010874）
- 『現代の物流 (交通問題研究 (第2集))』(成山堂書店、1994年、ISBN 978-4425921034)
- 『ゼミナール流通入門』（日本経済新聞社、1997年、ISBN 978-4532131432）
- 『Q&A 物流業務トラブル解決の手引』（新日本法規出版、2005年）

【判例解説】
- 「株式の取得・所有 垂直的株式保有による競争の実質的制限」,「不公正な取引方法 不当景品 事業者に対する景品の提供の制限違反」(「独禁法審決・判例百選 第4版」,別冊ジュリスト・判例百選,1991年,有斐閣)[18]
- 「電鉄会社の役員の競争バス会社の役員兼任／規制産業における一定の取引分野」(「独禁法審決・判例百選 第5版」,別冊ジュリスト「判例百選」,1997年,有斐閣[18]
- 「不当な取引制限 お中元の談合といわゆる「回し」(「独禁法審決・判例百選 第6版」,別冊ジュリスト・判例百選(No161),2002年,有斐閣)[18]
- 「不公正な取引方法 従業員派遣の強制」(「経済法判例・審決百選」,別冊ジュリスト・判例百選(No199),2010年,有斐閣)[18]

## 主な論文
- 「米国における企業結合に関する一考察・クレイトン法第7条の解釈を中心として」（「法学研究年報」日本大学、1976年）[19]
- 「運輸業における規制見直し論の国際的傾向」『季刊 輸送展望』1980年夏季号 P62-70,日通総合研究所
- 「アメリカにおけるトラック輸送産業の規制緩和政策―1980年自動車運送法の制定に関して」『季刊 輸送展望』1981年冬季号 P78-85,日通総合研究所
- 「フレートフォワーダとシッパーズアソシエーション―アメリカにおける運送取扱事業について」『季刊 輸送展望』1982年春季号 P34-42,日通総合研究所
- 「米国のトラック輸送事業における規制緩和の効果と課題」『高速道路と自動車』 1983年 26巻 10号 p.22-28,高速道路調査会, NAID 40001230555
- 「米国運輸産業におけるデイレギュレーションとその動向」『運輸と経済』 1984年 44巻 5号 p.50-54, 運輸調査局, NAID 40000184205
- 「ディレギュレ-ションと反トラスト法--米国運輸事業規制緩和諸法を素材に」『経済法学会年報』日本経済法学会、1986年 7号 p.141-153, 有斐閣,NAID 40004357291
- 「物流規制緩和の潮流と今後の展開--諸外国との比較をとおして (ロジスティクス<特集>) -- (自由な企業活動がもたらす質の高い輸送サ-ビス)」『港湾』1991年 68巻 6号 p.38-42,日本港湾協会 NAID 40001273357
- 「物流2法の制定経緯とその意義」『運輸と経済』 1991年 51巻 2号 P42-49,運輸調査局,NAID 40000185229
- 「米国の新国家運輸政策の概要」『季刊 輸送展望』1992年冬季号 P106-111,日通総合研究所
- 「アメリカの州際トラック事業ディレギュレーションの現状」『季刊 輸送展望』1994年夏季号 P22-27,日通総合研究所
- 「物流事業における公正取引について……下請法改正によせて」『倉庫』日本倉庫業協会、2003年 2号 p.4-8, NAID 40006054350
- 「トラック運送事業の適正取引について」『運輸と経済』 2009年 69巻 4号 p.22-29, 運輸調査局, NAID 40016570430
- 「トラック輸送産業の現状と課題 : 労働力不足問題を中心に」『野菜情報』2015年 136号 P.34-41, 農畜産業振興機構

ほか

## 講演・シンポジウム等
- 「最近の物流動向と北関東3県の物流ポテンシャル」(2010年・北関東広域連携推進協議会)
- 「トラック事業政策をめぐる最近の状況と今後の展望」(2009年・日本流通新聞)
- 「トラック運送事業ISOシンポジウム-トラック輸送の信頼と品質向上に向けて-」(2007年・全日本トラック協会)[20]
- 「物流分野の人材教育・育成のあり方に関する国際シンポジウム」（2005年）（国土交通省・国土交通政策研究所）[21]
- 「物流業における公正な取引のあり方について」（2002年）（社団法人 日本物流団体連合会）

## 主な役職(過去のものを含む)
- 財団法人 全日本大学野球連盟・評議員
- 財団法人 運輸・交通SAS対策支援センター・評議員
- 日本物流学会・理事
- 東京新大学野球連盟・会長

## 公的な職務（過去のものを含む）
- 「国際海上コンテナの陸上輸送安全確保に関する調査研究委員会」委員長（運輸省）
- 「食品物流に関する懇談会」（農林水産省）委員
- 「貨物自動車運送事業及び貨物運送取扱事業の在り方に関する懇談会」委員（国土交通省）
- 「貨物鉄道事業の規制緩和に関する懇談会」（国土交通省）座長
- 「自動車運送事業者安全性評価システム委員会」（国土交通省）委員長
- 「トラック産業の将来ビジョンに関する検討会」（国土交通省）座長
- 「企業取引研究会」（公正取引委員会）委員
- 「貨物自動車運送事業安全性評価委員会」（全日本トラック協会）委員長
- 「引越運送に係わる利用者保護対策研究委員会」（全日本トラック協会）委員長
- 「21世紀物流フォーラム」（運輸労連）参与
- 「弾力的な鉄道貨物輸送システムのあり方に関する調査」（調査主体:国土交通省鉄道局）調査委員会座長
- 「2010年代に向けての物流戦略委員会」（国土交通省政策統括官付参事官（物流政策）室）委員長代理
- 「事業用自動車に係る総合的安全対策検討委員会」委員長（国土交通省）
- 「中小企業政策審議会 経営支援部会」委員(経済産業省)
- 「千葉県物流戦略推進協議会」会長(千葉県)
- 「物流環境大賞選考委員会」委員長(社団法人日本物流団体連合会)
- 「自動車運送事業のホワイト経営の「見える化」検討会」座長（国土交通省）
- 「トラック輸送における取引環境・労働時間改善中央協議会」座長(国土交通省)
- 「トラック運送業の生産性向上協議会」座長(国土交通省)

など